# Erika Lichte

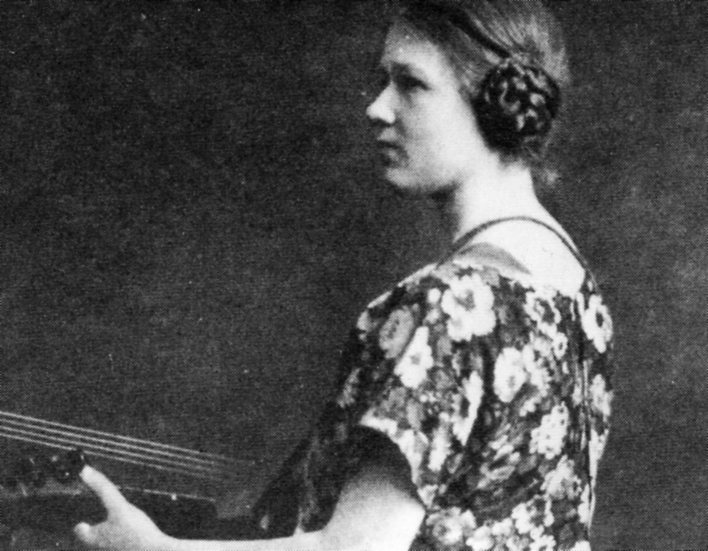
Erika Lichte, um 1927

Erika Lichte (* 31. August 1900 in Frenswegen bei Nordhorn; † 10. Oktober 1947 in Neustadt in Holstein) war eine Dichterin aus der Grafschaft Bentheim.

## Biographie

### Jugend

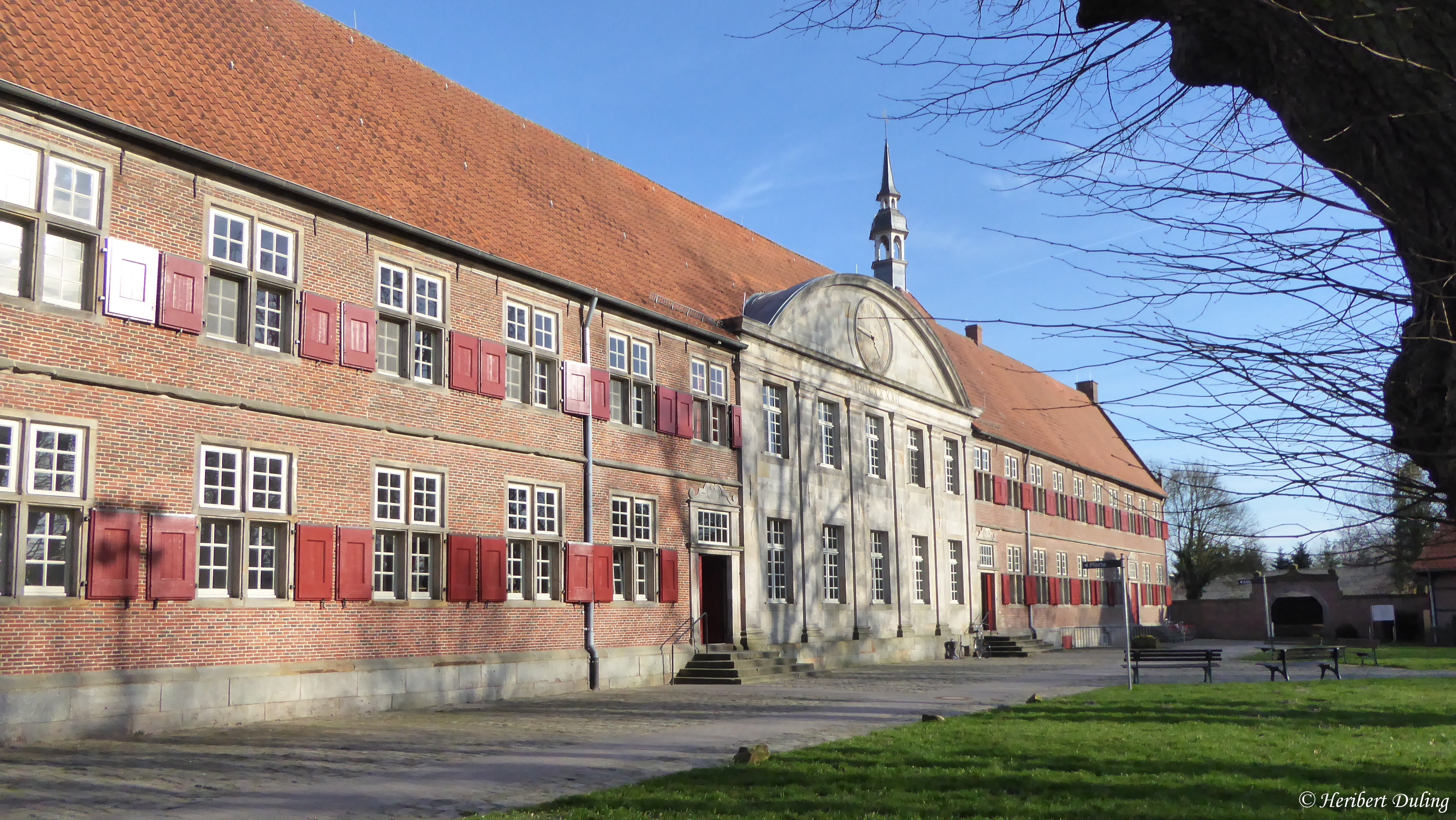
Ihr Geburtsort im ehemaligen Kloster Frenswegen

Erika Lichte wurde im Gebäude des ehemaligen Augustiner Kloster Frenswegen geboren, wo sie zusammen mit ihrem Bruder Hubert ihre Jugend verlebte. Dort lebte die Familie, weil ihr Vater Georg Carl Ernst Lichte fürstlicher Revierförster war. Die Familie war evangelisch-reformierten Glaubens.
Nach dem Besuch der Volksschule und der Rektorschule in Nordhorn wechselte Lichte an das Lyceum in Osnabrück, an dem sie ihr Abitur ablegte. Ihr Bruder Hubert fiel am 3. Februar 1917 als Leutnant im Ersten Weltkrieg in Kurland. Nach dem Tod ihrer Mutter führte sie neben dem Schulbesuch den elterlichen Haushalt und kümmerte sich um ihren erkrankten Vater.
Lichte war Mitglied der Wandervogelbewegung, wo sie ihre geistige Heimat fand und Funktionärin und Leiterin der Grafschaft Bentheim wurde.

### Wiener Zeit
Im Alter von 25 Jahren, Ostern 1925, ging Erika Lichte nach Wien, um an der Universität Wien Musik- und Kunstgeschichte zu studieren. Durch ihre Vermieterin, die Mutter einer Schauspielerin war, lernte sie die dortige Kunstszene kennen. Ob sie ihr Studium beendete, ist nicht bekannt; bereits nach einem Jahr verließ sie Wien, kehrte aber mehrfach besuchsweise zurück, so 1936, 1938 und 1942.

### Ehe mit Pastor Niemann
Bereits 1923 hatte Erika den Theologiestudenten Johannes Friederich Niemann kennengelernt, als dieser als Wandervogelstudent nach Frenswegen kam und in der dortigen Gastwirtschaft bei Verwandten wohnte. 1926 verlobten sie sich; im November 1926 fand die Hochzeit in Stöcken bei Hannover statt. Die Ehe blieb kinderlos.
Von September 1927 bis April 1936 wohnte das Ehepaar im Pfarrhaus in Husum bei Nienburg. Nach Antritt einer neuen Pastorenstelle zogen sie nach Altenkrempe bei Neustadt in Holstein. 1939 und 1941 wurde Niemann zum Heeresdienst eingezogen. 1943 kehrte er nach einer Unterschenkelamputation zurück und übernahm wieder sein Pastorsamt.
In die Zeit der Abwesenheit ihres Mannes fielen zahlreiche Reisen von Erika Lichte, unter anderem nach Wien, Beltgerhaken oder Hamburg. Zwei Kuraufenthalte in Karlsbad 1941 und 1943 wurden wegen ihrer angegriffenen Gesundheit erforderlich.
Erika Lichte starb am 19. Oktober 1947 im Krankenhaus von Neustadt/Holstein. Am 23. Oktober 1947 wurde sie im Familiengrab neben ihren Eltern in Groß-Witfeizen bei Lüchow beigesetzt.

## Werk
Mit vierzehn Jahren begann Erika Lichte Erlebtes und Empfundenes in Gedichten und Geschichten aufzuzeichnen. In ihren Werken findet sich der Kontrast zwischen dem verlassenen Kloster Frenswegen und der weiten, großteils noch unkultivierten Heidelandschaft in der Bauerschaft Frenswegen wieder. Die Motive der Dichtung ihrer Kindheit und Jugendzeit finden sich, wenn auch durch neue Erfahrungen zurückgedrängt, in ihrem Spätwerk wieder. Neben Gedichten zu Wien und dem Stephansdom beschäftigte sich Erika Lichte mit dem Sinn des Lebens und der Religion. Ihre Mariengedichte gelten mit als Höhepunkte ihres Werkes.
1922 erschien ihr erster und einziger Gedichtband Melodien des Lebens. Der wandernden Jugend meines Volkes gewidmet. Einige ihrer Werke werden in dem Sammelband Die Bäke, neue Lieder und Balladen aus den Weser-Ems-Landen (1925) aufgenommen.
Nach Kriegsende plante Erika Lichte die Herausgabe eines zweiten Gedichtbandes, der nicht mehr realisiert wurde, da nach dem Tod von Erika Lichte auch der Maler vor Fertigstellung seiner Buchillustrationen verstarb. Ihr dichterischer Nachlass mit vielen Briefen, Tagebüchern und Handschriften befindet sich im Besitz des Heimatverein Grafschaft Bentheim.